# Jan Rodzeń
Jan Rodzeń (ur. 15 lipca 1890 w Kamieniu, zm. ?) – szeregowy Legionów Polskich.

## Życiorys
Urodził się 15 lipca 1890 w Kamieniu, w ówczesnym powiecie niskim Królestwa Galicji i Lodomerii. Prawdopodobnie był spokrewniony z Józefem (1899–1939), majorem piechoty Wojska Polskiego.
Od 16 września 1914 służył w 3 Pułku Piechoty Legionów Polskich. Był przydzielony do oddziału sztabowego III baonu. Uczestniczył w kampanii karpackiej, bukowińskiej i wołyńskiej (do 10 stycznia 1916). 7 kwietnia 1917 został wymieniony we wniosku do odznaczenia austriackim Krzyżem Wojskowym Karola.

## Ordery i odznaczenia
- Krzyż Niepodległości – 27 czerwca 1938 „za pracę w dziele odzyskania niepodległości”[3][1]
- Krzyż Walecznych trzykrotnie „za czyny orężne w bojach b. 3 pp Leg. Pol.”[4]